# Копьё (подразделение)
Копьё — условное современное обозначение средневековой тактической единицы — небольшой группы, состоявшей из рыцаря, его оруженосцев, мечников, лучников и слуг.
Появилось сначала в английском и французских королевствах.

## История
Источников, которые рассказывают о составе «копья», крайне мало. Например, один из них говорит, что «копьё» состояло из рыцаря, двух слуг или оруженосцев (или один слуга и один оруженосец), трёх мечников и одного лучника, Однако это, вероятно, лишь один из конкретных исторических примеров. Такие подразделения формировались рыцарем (феодалом) из наёмников, либо своих холопов. Состав «копья» определял сам рыцарь. Некоторые включали в копьё несколько лучников, так как снаряжение таких солдат не требовало больших расходов, реже в состав включались один — два копейщика. Как правило, чем богаче был рыцарь, тем больше солдат (наёмных воинов) насчитывало его «копьё».
Каждый феодал обязан был прибыть по призыву своего сеньора, приведя с собой вооружённую группу (подразделение). Бедные «однощитные» рыцари приводили с собой единственного безоружного слугу или же вообще вступали в качестве солдата (наёмный воин) в «копьё» другого рыцаря, который вооружал последних за свой счёт. Рыцарь средней руки приводил с собой личного оруженосца из дворянской или купеческой семьи (или просто способного юношу), а также 3—5 пеших или конных бойцов — кнехтов, или, по-французски, сержантов. Копья крупных феодалов представляли собой небольшие армии, включающие различные виды войск, а порой и военной техники, вроде баллист, требушетов, катапульт и таранов, хотя чаще такие собирались уже в военном лагере или прямо на месте боевых действий.
Чем сильнее было «копьё» рыцаря (что определялось количеством солдат, их снаряжением и наличием всадников), тем больший вес в военном совете имел рыцарь. Нередко те или иные «копья» рыцарей превосходили армию самого сюзерена, в силу чего даже он не мог не считаться с мнением таких «подчиненных». Часто «копьё», а особенно мечники, находилось на поле боя рядом со своим рыцарем, что, безусловно, повышало шансы последнего на выживание. Поэтому и сами рыцари были в значительной степени заинтересованы в численности и снаряжении своих солдат. В «копье» соблюдался феодальный принцип, действовавший по всей Европе (за исключением Англии): «вассал моего вассала — не мой вассал», а потому солдаты «копья» подчинялись непосредственно приказам своего рыцаря.
Как правило, несколько «копий» объединялись под командованием одного «рыцаря-баннерета» (от англ. «Banner» — знамя) и вместе образовывали «знамя» (поляки назвали — хоругвь). Как правило, рыцарем-баннеретом выступал наиболее богатый и/или авторитетный рыцарь, уже имеющий опыт ведения боевых действий и командования войском. Чаще всего «знамя» представляло собой небольшое (сравнительно) войско, собранное в определенной земле (области).
Есть также сведения о том, что «знамёна», в свою очередь, объединялись в полки, которыми командовали офицеры сюзерена или избранный из рыцарей-баннеретов.
Позднее (начиная с XV века) «копья», предположительно, стали стандартизироваться. Так, например, король Карл VII в 1445 году определил состав «копья» в составе:
- рыцарь;
- паж (приближенный слуга рыцаря);
- кутильер (первый оруженосец);
- два лучника;
- слуга.

Сто «копий» составляли одну из двадцати «ордонансных рот», которые, появившись в 1446 году, составили ядро нового постоянного ополчения Франции (войска Франции). Это «ополчение» включало около 9 000 воинов-разбойников «больших банд» и стало постоянным во французском войске до XVIII века.
В другом источнике указано что на основании указа Карла VII было сформировано 15 ордонансовых конных рот общей численностью в 9 000 человек. Солдатам (наёмникам) и офицерам было положено определенное жалованье от казны, как постоянному войску, и рыцарское «копьё» превращалось в определённое подразделение.